# Jacqueline White
Jacqueline White (ur. 27 listopada 1922 w Los Angeles) – amerykańska aktorka filmowa, której kariera trwała na przełomie lat 40. i 50. XX wieku. Najbardziej znaczące role stworzyła w filmach noir: Krzyżowy ogień (1947; reż. Edward Dmytryk) i Wąska krawędź (1952; reż. Richard Fleischer).

## Filmografia
- Spotkanie we Francji (1942) jako Danielle
- Nie ma jak wojsko (1943) jako Peggy Parker
- A Guy Named Joe (1943) jako Helen
- Pieśń o Rosji (1944) jako Anna Bulganov
- 30 sekund nad Tokio (1944) jako Emmy York
- Dziewczęta Harveya (1946) jako dziewczyna Harveya
- Krzyżowy ogień (1947) jako Mary Mitchell
- Powrót złego człowieka (1947) jako Madge Allen
- Zdobycz (1950) jako Luana Ware
- Wąska krawędź (1952; inny tytuł – O włos) jako Ann Sinclair